# TT255
| r · Z1 | i | i |

| r · Z1 | i | i |

A mai Luxorral szemben a nyugat-thébai hegyek északi részén a Dirá-Abu el-Naga nevű lelőhely sziklás dombja között bújik meg a TT255 Roy, Horemheb fáraó királyi irnoka és az Amon-templom tisztségviselőjének kicsi kis nyughelye. Az egész sír egy 1,85 × 4 méteres kamrából áll, melynek magassága is akkora, hogy az átlag magasságú ember is csak lehajtott fejjel tud bent közlekedni. Ezen a kis síron is osztozott szeretett feleségével Nebtauival. A sziklába vájt kamra egyik fala sem sík, a sarkok erősen lekerekítettek, a durván faragott sziklát vakolattal próbálták lesimítani. Ez a vakolat – habár sok helyen erősen sérült – olyan élénk színekkel őrizte meg a falfestményeket, hogy emiatt a régió legszebb sírjai között említhetjük. 